# Marstrands stad
Marstrands stad var en tidigare kommun i Göteborgs och Bohus län.

## Administrativ historik
Kristofer av Bayern utfärdade 1442 det äldsta kända stadsprivilegiebrevet för Marstrand, som dock kan ha varit stad även tidigare. 
1775–1794 hade Marstrand frihamnsprivilegier.
Staden blev en egen kommun, enligt Förordning om kommunalstyrelse i stad (SFS 1862:14) från och med den 1 januari 1863, då Sveriges kommunsystem infördes. 1971 gick staden upp i den då nybildade Kungälvs kommun.
Staden hade egen jurisdiktion med magistrat och rådhusrätt som upphörde 1935, varefter staden ingick i  Hisings landsfiskalsdistrikt, Inlands fögderi och Askims, Hisings och Sävedals tingslag, från 1955 Hisings, Sävedals och Kungälvs tingslag.
I kyrkligt hänseende hörde staden till Marstrands församling.

### Sockenkod
För registrerade fornfynd med mera så återfinns staden inom ett område definierat av sockenkod 1577 som motsvarar den omfattning staden hade kring 1950.

## Stadsvapnet
Blasonering: I blått fält tre fiskar i ring kring en sexuddig stjärna, allt i silver.

## Geografi
Marstrands stad omfattade den 1 januari 1952 en areal av 8,19 km², varav 8,13 km² land.

### Tätorter i staden 1960
I Marstrands stad fanns tätorten Marstrand, som hade 1 158 invånare den 1 november 1960. Tätortsgraden i staden var då 96,9 procent.

## Politik

### Mandatfördelning i valen 1919–1966
| 2 | 10 | 8 |

| 18 |

| 1 | 10 | 9 |

| 19 |

| 5 | 2 | 7 | 6 |

| 19 |

| 4 | 2 | 2 | 12 |

| 20 |

| 6 | 2 | 3 | 9 |

| 19 |

| 6 | 1 | 7 | 6 |

| 18 |

| 8 | 1 | 5 | 6 |

| 18 |

| 8 | 7 | 5 |

| 18 |

| 1 | 5 | 5 | 6 | 3 |

| 19 |

| 5 | 4 | 9 | 2 |

| 18 |

| 8 | 1 | 8 | 3 |

| 18 |

| 7 | 8 | 5 |

| 18 |

| 7 | 8 | 5 |

| 19 |

| 5 | 7 | 4 | 4 |

| 19 |